# غييرمو إندارا
غييرمو إندارا Guillermo Endara (ولد في مايو 1936 – ومات في سبتمبر 2009) كان رئيسا لجمهورية بنما من عام 1989 حتى 1994. كما خاض الانتخابات الرئاسية في 2004 و2009 لكنه خسر أمام كل من مارتن توريخوس وريكاردو مارتينيلي على التوالي.
تخرج من جامعة بنما وحصل على درجة الماجستير من جامعة نيويورك. عاد إلى بنما عام 1963 لممارسة المحاماة، ثم درس القانون في الجامعة. وفي عام 1968 شغل منصب وزير التخطيط والاقتصاد في فترة ولاية أرياس الثالثة. وعندما أطاح انقلاب عسكري بأرياس عام 1968، ألقي القبض عليه وسجن عام 1971 ثم رحل إلى المنفى، وحين توفي أرياس أصبح إندارا من أبرز المعارضين السياسيين بعد السماح لقوى المعارض بالعمل السياسي.
في الانتخابات الرئاسية عام 1989 خاضها إندارا مرشحا عن مجموعة ائتلاف من الأحزاب السياسية ضد كارلوس دوكي المؤيد من قبل نورييغا الحاكم العسكري. وأسفرت النتائج عن فوز إندارا، وكان نورييغا يعتزم إعلان دوكي رئيسا بغض النظر عن النتيجة، إلا أن دوكي رفض. فقرر نورييغا إلغاء الانتخابات ونتائجها.
فقامت الولايات المتحدة بغزو بنما بهدف تحقيق الديمقراطية فيما عرف بعملية القصية العادلة في 20 ديسمبر 1989. وكان إندارا خلال ذلك قد لجأ إلى منطقة قناة بنما التي كانت تابعة آنذاك للإدارة العسكرية الأمريكية، حيث قام قاض بإعلانه رئيسا رسميا.
تميزت فترة إندارا بأنه حارب تجارة المخدرات، وأعاد الثقة في القطاع المصرفي وانخفضت معدلات البطالة، كما عمل على محاربة الجريمة. وقد وجه إليه النقد بسبب احتواء وزارته على رجال أعمال أثرياء وتعرضه لنفوذ الولايات المتحدة.
توفي نتيجة ازمة قلبية في منزله بمدينة بنما في سبتمبر 2009 عن عمر ناهز 73 عاما.

## روابط خارجية
- غييرمو إندارا على موقع IMDb (الإنجليزية)
- غييرمو إندارا على موقع مونزينجر (الألمانية)
- غييرمو إندارا على موقع إن إن دي بي (الإنجليزية)